# آکیله کامپانیله
آکیله کامپانیله (ایتالیایی: Achille Campanile)؛ ۲۸ سپتامبر ۱۸۹۹ – ۴ ژانویه ۱۹۷۷) یک نمایش‌نامه‌نویس و روزنامه‌نگار اهل ایتالیا بود. وی برنده جایزه ویارجو در سال‌های (۱۹۳۳ و ۱۹۷۳) شده است